# Шишкі (Мазовецьке воєводство)
Шишкі (пол. Szyszki) — село в Польщі, у гміні Ґзи Пултуського повіту Мазовецького воєводства.
Населення — 212 осіб (2011).
У 1975-1998 роках село належало до Цехановського воєводства.

## Демографія
Демографічна структура станом на 31 березня 2011 року:
|          | Загалом | Допрацездатний вік | Працездатний вік | Постпрацездатний вік |
| -------- | ------- | ------------------ | ---------------- | -------------------- |
| Чоловіки | 109     | 22                 | 73               | 14                   |
| Жінки    | 103     | 22                 | 52               | 29                   |
| Разом    | 212     | 44                 | 125              | 43                   |